# Pâte de coing

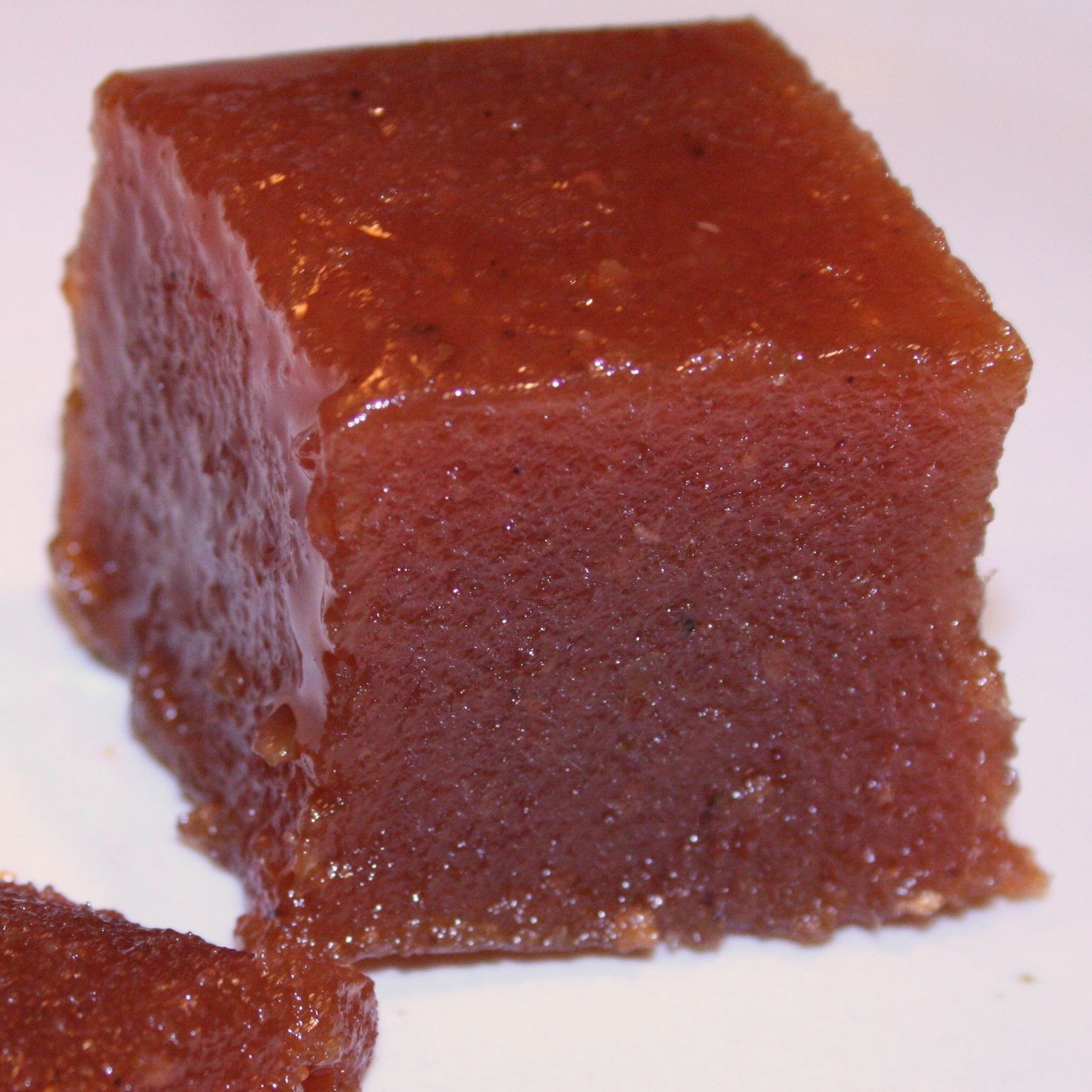
Pâte de coing

La pâte de coing est une préparation de confiserie réalisée par la cuisson de coings et de sucre. Il s'agit à l'origine d'un procédé permettant la conservation de la chair des fruits.

## Description
La pâte de coing a une consistance visco-élasto-plastique, pâteuse comme son nom l'indique. Elle est souvent coupée en morceaux pour être consommée. Elle peut alors être recouverte de sucre, notamment pour la durcir et éviter qu'elle ne colle aux doigts.
En Provence et à Orléans, elle est plus connue sous le nom de Cotignac.

## Histoire

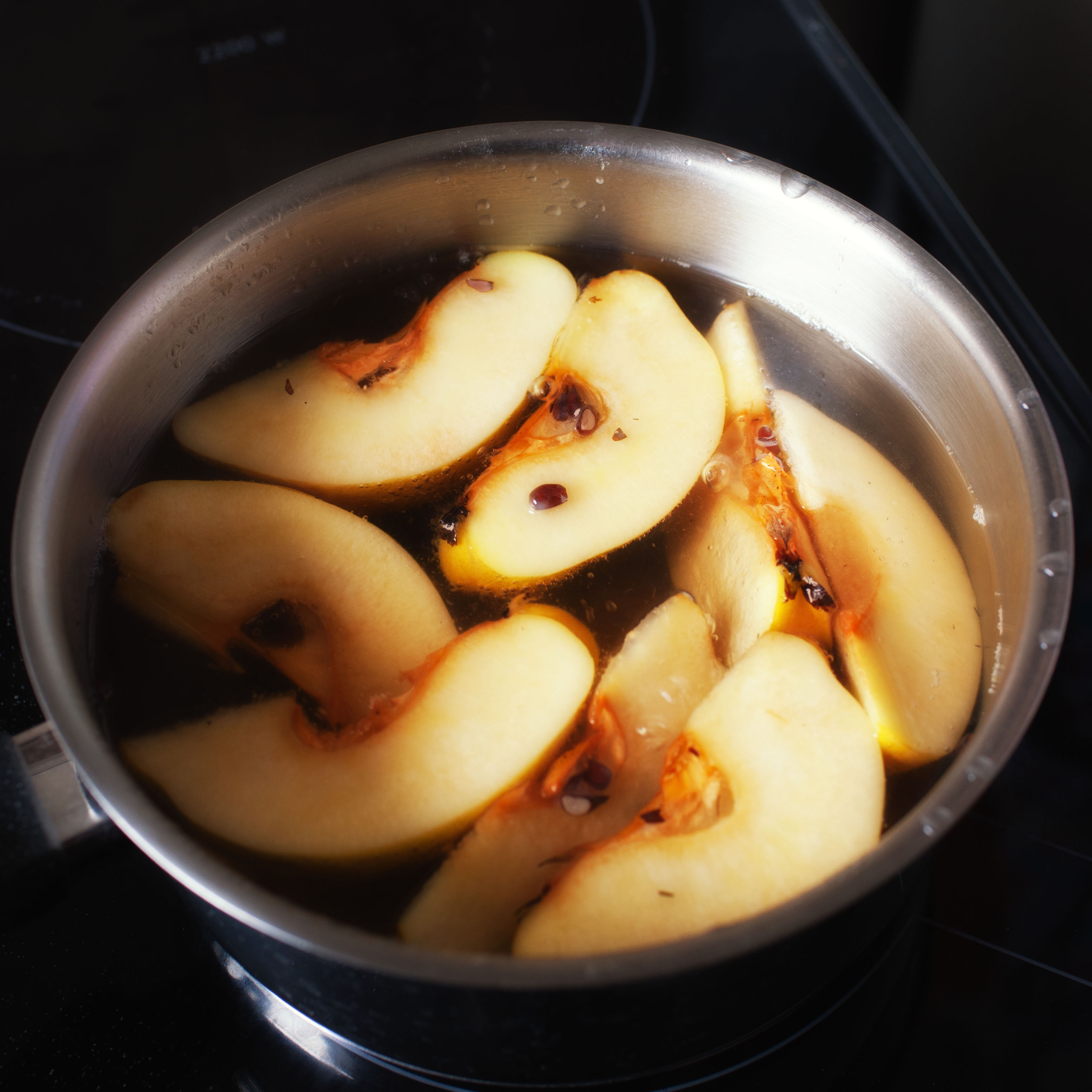
Morceaux de coing en début de cuisson

Le cognassier est originaire d'Asie Mineure et du Caucase. Les Grecs et les Romains apportèrent ce fruit en péninsule ibérique. Ils mangeaient le fruit cuit et sucré au miel. Les Romains l'utilisaient aussi pour fabriquer une liqueur de orujo (boisson alcoolisée), vin rouge et coing.

## Fabrication
La pâte de coing se fabrique en faisant cuire la pulpe de coing mélangée à un poids environ égal de sucre. On peut fabriquer par la même opération de la gelée de coing à partir de la partie liquide. Son filtrage constitue le cotignac.
Il existe de nombreuses autres pâtes de fruits : abricot, pomme, poire, framboise, etc. La pâte de coing est une des plus répandues. 

## Fabricants

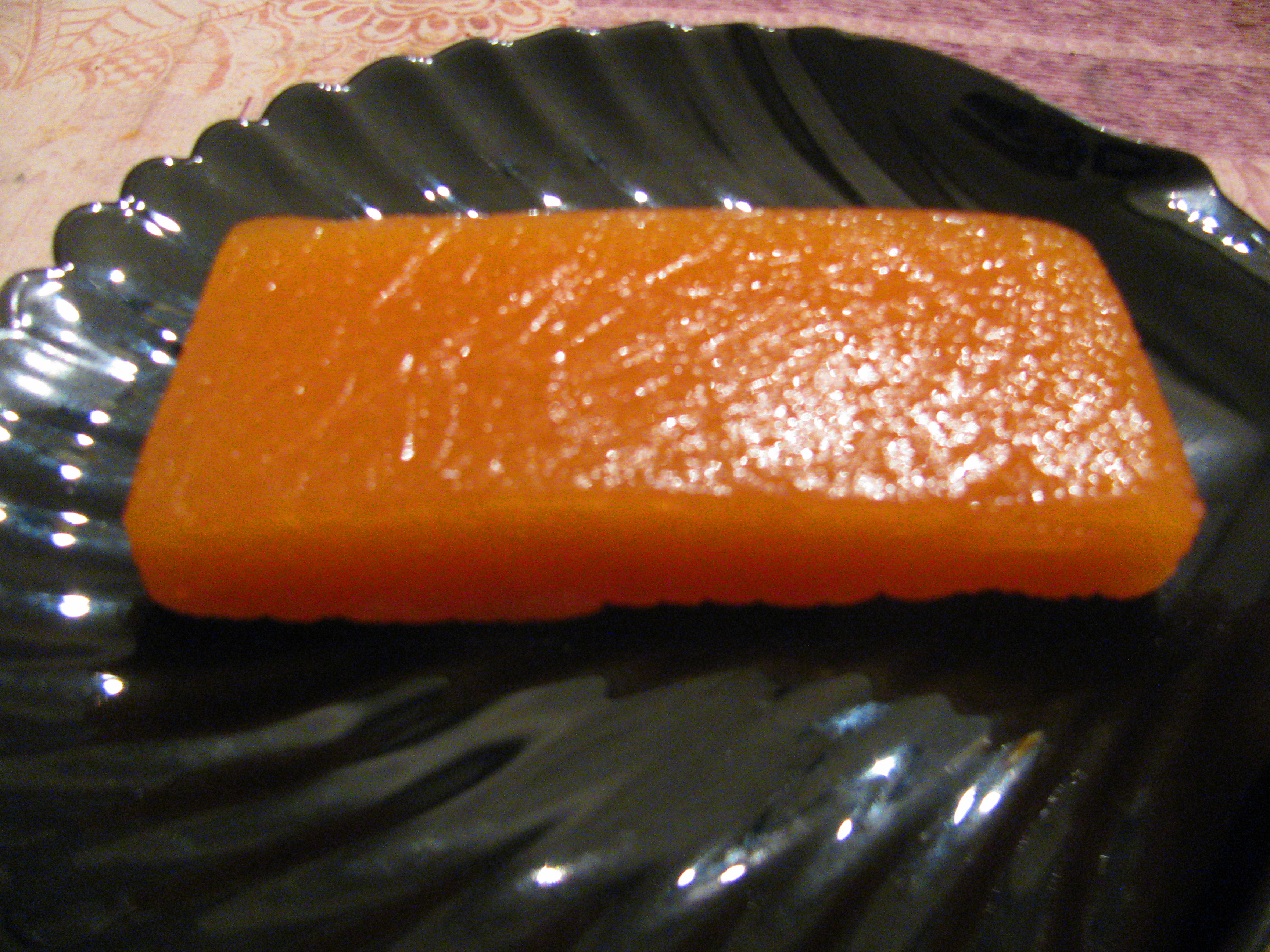
Pâte de coing du Vaucluse

L’Auvergne a été une des principales régions fabricantes de pâtes de fruits ; elle a été aujourd'hui supplantée par le Vaucluse qui en est devenu le premier fabricant.

## Consommation
La pâte de coing est un des desserts alternatifs parfois dégustés à Noël, dans la tradition méridionale des treize desserts.